# Sonne
För andra betydelser, se Sonne (olika betydelser).
Sonne är en singel av Rammstein från albumet Mutter. Låten gick under arbetsnamnet "Klitschko" och var då tillägnad den ukrainske boxaren Vitalij Klytjko. Låten var tänkt att vara Klytjkos ingångsmusik inför hans första match i USA, men ändrades senare då han förlorade mot Chris Byrd. Låten spelades live för första gången den 16 april 2000. Den kvinnliga rösten i låten är en ljudeffekt pålagd av Flake ifrån hans Spectrasonics Symphony of Voices.

## Musikvideo
Musikvideon är baserad på sagan om Snövit och de sju dvärgarna. Idén till musikvideon uppstod då basisten Oliver Riedel spelade upp låten samtidigt som klipp ifrån Snövit och de sju dvärgarna visades. Musiken passade inte alls till klippen och det gillade bandmedlemmarna, enligt Paul H. Landers. Bandet gick igenom cirka 40 videoidéer innan de bestämde sig för den slutgiltiga handlingen. Rollen som Snövit spelas av Joulia Stepanova.

## Låtlista

### Singel
1. "Sonne" – 4:32
2. "Adios" – 3:48
3. "Sonne (K.O. Remix)" (Remix av Clawfinger) – 4:11
4. "Sonne (T.K.O. Remix)" (Remix av Clawfinger) – 5:52
5. "Sonne (Instrumental)" – 4:31

### 2-spårs singel
1. "Sonne" – 4:32
2. "Adios" – 3:48